# Llista de peixos del llac Kivu
Aquesta llista de peixos del Llac Kivu inclou les 32 espècies de peixos que es poden trobar al Llac Kivu ordenades per l'ordre alfabètic de llur nom científic.

## A
- Amphilius uranoscopus
- Aplocheilichthys pumilus

## B
- Barbus altianalis
- Barbus apleurogramma
- Barbus kerstenii
- Barbus pellegrini

## C
- Chiloglanis batesii
- Clarias gariepinus
- Clarias liocephalus

## H

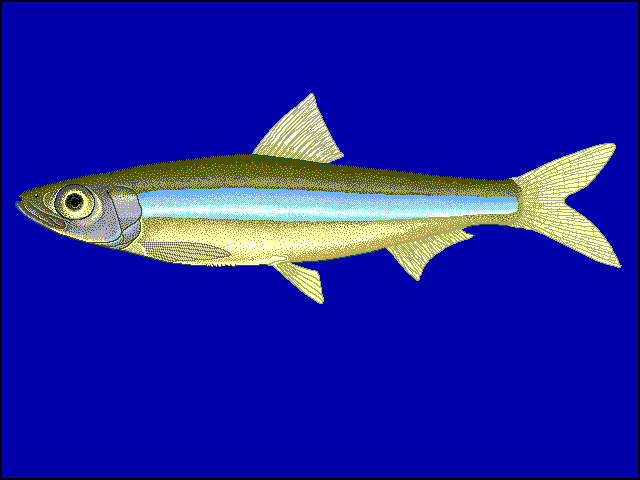
Limnothrissa miodon

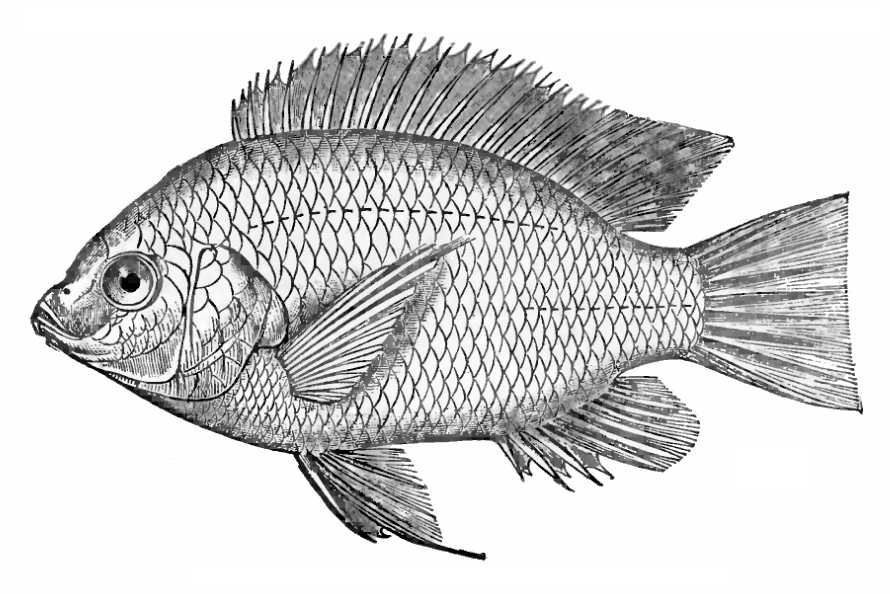
Oreochromis niloticus niloticus

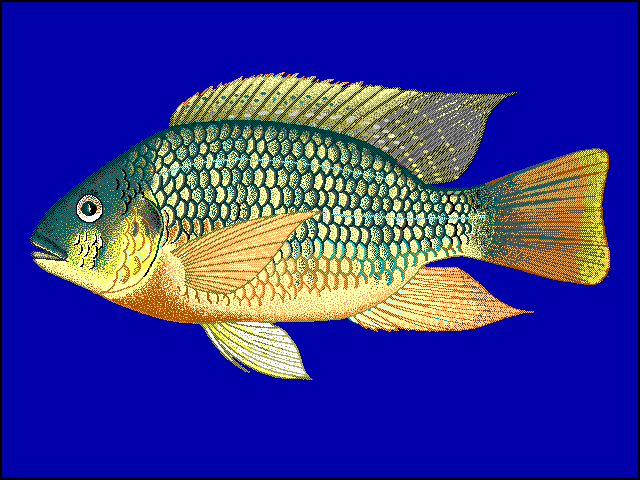
Tilapia rendalli

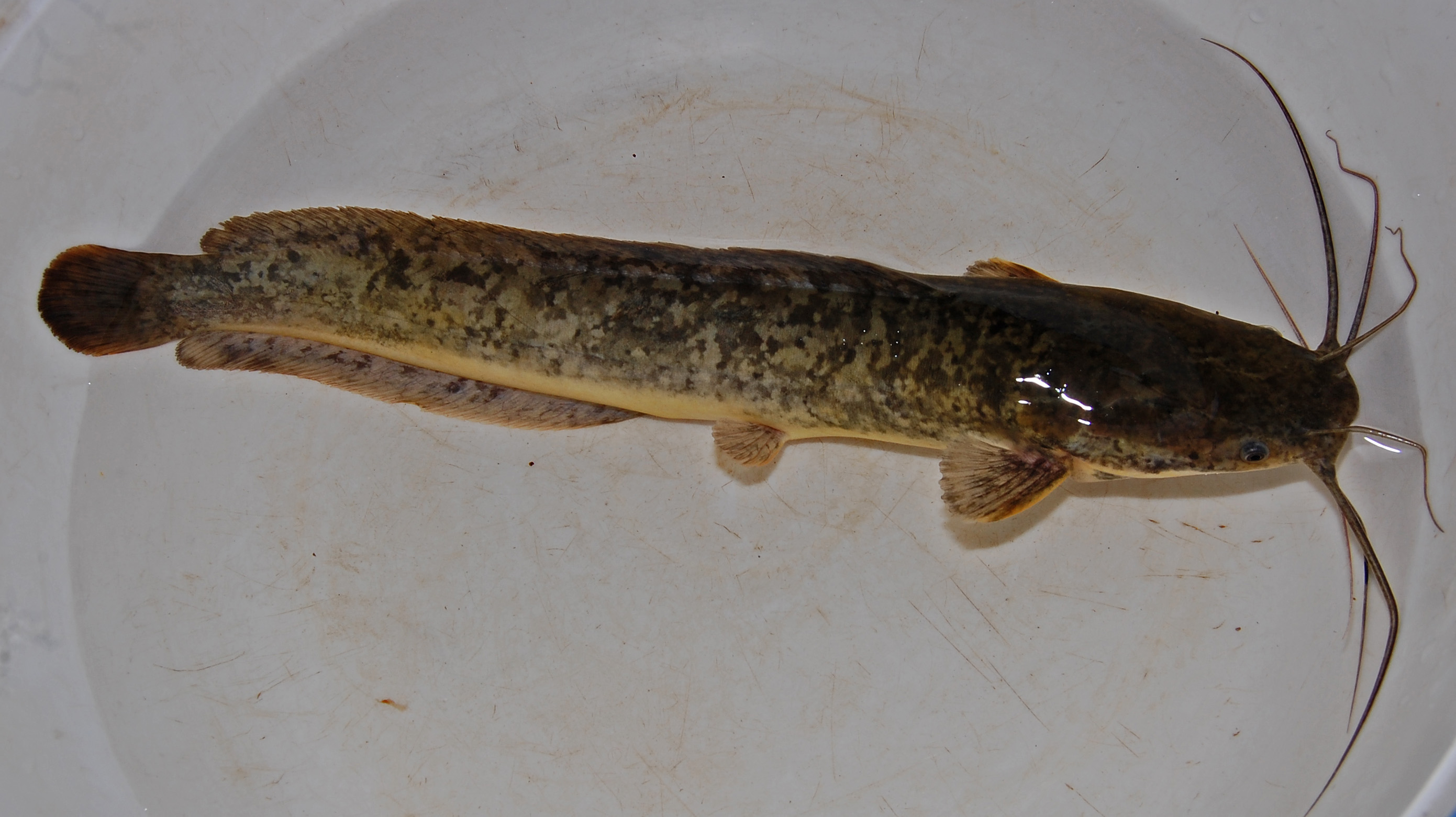
Clarias gariepinus

- Haplochromis adolphifrederici
- Haplochromis astatodon
- Haplochromis crebridens
- Haplochromis gracilior
- Haplochromis graueri
- Haplochromis insidiae
- Haplochromis kamiranzovu
- Haplochromis microchrysomelas
- Haplochromis nigroides
- Haplochromis occultidens
- Haplochromis olivaceus
- Haplochromis paucidens
- Haplochromis rubescens
- Haplochromis scheffersi
- Haplochromis vittatus

## L
- Limnothrissa miodon

## O
- Oreochromis leucostictus
- Oreochromis macrochir
- Oreochromis mweruensis
- Oreochromis niloticus eduardianus
- Oreochromis niloticus niloticus

## R
- Raiamas moorii

## T
- Tilapia rendalli[1]